# Madman Entertainment
Madman Entertainment là một công ty Úc chuyên phân phối anime và manga Nhật Bản ở Úc và New Zealand. Công ty thuộc quyền sở hữu của Funtastic Limited và là một trong những công ty giải trí lớn tại Úc. Nó có khoảng 130 nhân viên và có doanh thu hàng năm khoảng 50 triệu$. Trụ sở chính của công ty đặt tại vùng ngoại ô Collingwood và phường Langridge của thành phố Yarra, Victoria.
Madman đã mua bản quyền phát hành các tác phẩm nổi tiếng tại địa phương như One Piece, Dragon Ball Z, Neon Genesis Evangelion, Akira và gần như toàn bộ phim của Studio Ghibli. Ngoài việc bán DVD, Madman quản lý phát hành công chiếu một số phim trong các tác phẩm của họ, đa phần là phim của Studio Ghibli. Theo nghiên cứu thị trường, Madman chiếm khoảng 97% tổng số DVD anime tại thị trường Úc.

## Madman Anime Group
Madman Anime Group Pty. Ltd. là một công ty phân phối anime và truyền thông Nhật Bản, xử lý việc cấp phép và video theo yêu cầu thông qua AnimeLab, cũng như tổ chức các hội nghị Madman Anime Festival. Thành lập vào năm 2016 là một công ty con thuộc sở hữu của Madman Entertainment, công ty sau đó được giao lại cho công ty con Aniplex của Sony Music Entertainment Japan vào năm 2019 sau khi thực hiện đầu tư vào năm 2017. Công ty được hợp nhất với Funimation của Sony Pictures TV năm 2019 và với Wakanim của Aniplex.
Vào cuối năm 2018, Madman đạt thỏa thuận phân phối với Funimation, Madman trở thành nhà phân phối địa phương phân phối các anime Funimation đã thực hiện tại Úc và New Zealand, với Funimation lo việc cấp phép các anime này.

### AnimeLab
AnimeLab là một dịch vụ video theo yêu cầu chuyên phát trực tuyến các anime, hoạt động tại thị trường Úc và New Zealand. AnimeLab ban đầu được ra mắt dưới phiên bản beta vào ngày 28 tháng 5 năm 2014, thay thế cho Madman Screening Room. Trong phiên bản beta, AnimeLab phát trực tuyến các loạt miễn phí mà không quảng cáo.
Ngày 26 tháng 5 năm 2015, AnimeLab thông báo trang web của họ đã ngừng beta, giới thiệu dịch vụ trả phí. Tại hội nghị Madman Anime Festival Melbourne 2018, AnimeLab xác nhận trang web đã đạt 1 triệu người dùng. Vào ngày 24 tháng 1 năm 2020, Funimation thông báo dừng truy cập vào FunimationNow tại Úc và New Zealand vào ngày 30 tháng 3, sáp nhập các anime Funimation thực hiện vào AnimeLab.

## DocPlay
DocPlay là một dịch vụ video theo yêu cầu phát trực tuyến các phim tài liệu, được Madman Entertainment ra mắt vào 1 tháng 12 năm 2016 dưới dạng dịch vụ chỉ đăng ký, với hơn 130 phim tài liệu. DocPlay đạt thỏa thuận với ABC Commercial để mở rộng nội dung của họ từ thư viện của ABC vào dịch vụ.